# Selandaka
Selandaka is een bestuurslaag in het regentschap Banyumas van de provincie Midden-Java, Indonesië. Selandaka telt 2635 inwoners (volkstelling 2010).